# Claes-Göran Källner
Claes-Göran Gustaf Källner, född den 22 mars 1928 i Klara församling, Stockholm, död den 28 september 2011 i Oscars församling, Stockholm, var en svensk jurist och ämbetsman.

## Biografi
Källner avlade juris kandidatexamen vid Lunds universitet 1951 och genomförde tingstjänstgöring 1952–1954. Han blev fiskal vid Hovrätten för Västra Sverige 1955 och assessor där 1964. År 1969 tillträdde han en tjänst som hovrättsråd vid Svea hovrätt. Inom statsförvaltningen hade Källner uppdrag som sakkunnig i inrikesdepartementet 1963 och blev departementsråd 1966 samt expeditionschef i civildepartementet 1969–1973. År 1973 utsågs Källner till generaldirektör vid Datainspektionen, en tjänst som han besatte till 1977, då han tillträdde som verkställande direktör för Svenska Bankföreningen.
Claes-Göran Källner var son till översten Gustaf Källner och Maja Radyn. Han gifte sig första gången 1954 med folkskolläraren Kerstin Rydén (1926–1971), dotter till Georg Rydén och Gerda Gustavsson. De fick barnen Gunilla (född 1955) och Göran (född 1958). Claes-Göran Källner gifte sig andra gången 1973 med departementssekreterare Anne-Charlotte Atmer (född 1943). Han är begraven på Norra begravningsplatsen utanför Stockholm.